# Niendorf (Oebisfelde-Weferlingen)
Niendorf ist ein Ortsteil der Stadt Oebisfelde-Weferlingen im Landkreis Börde in Sachsen-Anhalt.

## Geographie
Niendorf ist ein Straßendorf. Es liegt im Naturpark Drömling. Die Schnellfahrstrecke Hannover–Berlin passiert Niendorf nördlich. Oebisfelde liegt rund sechs Kilometer westlich, Bergfriede einen Kilometer östlich. Sechs Kilometer südöstlich liegt Bösdorf. 

## Geschichte
Die Gemeinde Niendorf gehörte erst dem Kreis Gardelegen an, Im Jahr 1939 hatte Niendorf 307 Einwohner. 1952 kam es zum Kreis Klötze. Am 14. April 1994 wurde Niendorf Teil der Stadt Oebisfelde, die am 1. Juli 1994 dem neugebildeten Ohrekreis beitrat.

## Infrastruktur
Über die Nachbarorte Weddendorf und Bergfriede erreicht man von Niendorf, das am ehemaligen Verlauf der in Ost-West-Richtung verlaufenden Bundesstraße 188 liegt, diese Bundesstraße. Eine Kreisstraße führt nach Bösdorf.